# Liste des ministres italiens du Développement économique
Cet article dresse la liste des ministres italiens du Développement économique depuis la création du ministère en 1920.
Le ministre actuel est Adolfo Urso, nommé le 22 octobre 2022 par le président de la République Sergio Mattarella, sur proposition de la présidente du Conseil des ministres Giorgia Meloni.

## Liste des ministres

### Royaume d'Italie
| Ministre           | Ministre         | Mandat                           | Parti | Parti | Gouvernement |
| ------------------ | ---------------- | -------------------------------- | ----- | ----- | ------------ |
|                    | Giuseppe De Nava | 3 juin 1920 – 15 juin 1920       |       | UL    | Nitti II     |
|                    | Giulio Alessio   | 15 juin 1920 – 4 juillet 1921    |       | PRI   | Giolitti V   |
|                    | Bortolo Belotti  | 4 juillet 1921 – 26 février 1922 |       | UL    | Bonomi I     |
|                    | Teofilo Rossi    | 26 février 1922 – 5 juillet 1923 |       | PLI   | Facta I·II   |
| Mussolini          | Teofilo Rossi    | 26 février 1922 – 5 juillet 1923 |       | PLI   |              |
| Ministère fusionné |                  |                                  |       |       |              |
|                    | Giovanni Gronchi | 21 juin 1945 – 1er juillet 1946  |       | DC    | Parri        |
| De Gasperi I       | Giovanni Gronchi | 21 juin 1945 – 1er juillet 1946  |       | DC    |              |

### République italienne
| Ministre (Naissance–Décès)                                       | Ministre (Naissance–Décès)                                           | Mandat                                                       | Parti | Parti            | Gouvernement      |
| ---------------------------------------------------------------- | -------------------------------------------------------------------- | ------------------------------------------------------------ | ----- | ---------------- | ----------------- |
|                                                                  | Rodolfo Morandi (1903–1955)                                          | 13 juillet 1946 - 31 mai 1947 10 mois et 18 jours            |       | PSI              | De Gasperi II·III |
|                                                                  | Giuseppe Togni (1903–1981)                                           | 31 mai 1947 - 15 décembre 1947 6 mois et 14 jours            |       | DC               | De Gasperi IV     |
|                                                                  | Roberto Tremelloni (1900–1987)                                       | 15 décembre 1947 - 23 mai 1948 5 mois et 8 jours             |       | PSLI             | De Gasperi IV     |
|                                                                  | Ivan Matteo Lombardo (1902–1980)                                     | 23 mai 1948 - 7 novembre 1949 1 an, 5 mois et 15 jours       |       | PSLI             | De Gasperi V      |
|                                                                  | Giovanni Battista Bertone (1874–1969)                                | 7 novembre 1949 - 27 janvier 1950 2 mois et 20 jours         |       | DC               | De Gasperi V      |
|                                                                  | Giuseppe Togni (1903–1981)                                           | 27 janvier 1950 - 26 juillet 1951 1 an, 5 mois et 29 jours   |       | DC               | De Gasperi VI     |
|                                                                  | Pietro Campilli (1891–1974)                                          | 26 juillet 1951 - 16 juillet 1953 1 an, 11 mois et 20 jours  |       | DC               | De Gasperi VII    |
|                                                                  | Silvio Gava (1901–1999)                                              | 16 juillet 1953 - 17 août 1953 1 mois et 1 jour              |       | DC               | De Gasperi VIII   |
|                                                                  | Piero Malvestiti (1899–1964)                                         | 17 août 1953 - 18 janvier 1954 5 mois et 17 jours            |       | DC               | Pella             |
|                                                                  | Salvatore Aldisio (1890–1964)                                        | 18 janvier 1954 - 10 février 1954 23 jours                   |       | DC               | Fanfani I         |
|                                                                  | Bruno Villabruna (1884–1971)                                         | 10 février 1954 - 6 juillet 1955 1 an, 4 mois et 26 jours    |       | PLI              | Scelba            |
|                                                                  | Guido Cortese (1908–1964)                                            | 6 juillet 1955 - 19 mai 1957 1 an, 10 mois et 18 jours       |       | PLI              | Segni I           |
|                                                                  | Silvio Gava (1901–1999)                                              | 19 mai 1957 - 1er juillet 1958 1 an, 1 mois et 12 jours      |       | DC               | Zoli              |
|                                                                  | Giorgio Bo (1905–1980)                                               | 1er juillet 1958 - 16 février 1959 7 mois et 15 jours        |       | DC               | Fanfani II        |
|                                                                  | Emilio Colombo (1920–2013)                                           | 16 février 1959 - 21 juin 1963 4 ans, 4 mois et 5 jours      |       | DC               | Segni II          |
| Tambroni                                                         | Emilio Colombo (1920–2013)                                           | 16 février 1959 - 21 juin 1963 4 ans, 4 mois et 5 jours      |       | DC               |                   |
| Fanfani III·IV                                                   | Emilio Colombo (1920–2013)                                           | 16 février 1959 - 21 juin 1963 4 ans, 4 mois et 5 jours      |       | DC               |                   |
|                                                                  | Giuseppe Togni (1903–1981)                                           | 21 juin 1963 - 4 décembre 1963 5 mois et 13 jours            |       | DC               | Leone I           |
|                                                                  | Giuseppe Medici (1907–2000)                                          | 4 décembre 1963 - 5 mars 1965 1 an, 3 mois et 1 jour         |       | DC               | Moro I·II         |
|                                                                  | Edgardo Lami Starnuti (1887–1968)                                    | 5 mars 1965 - 23 février 1966 11 mois et 18 jours            |       | PSDI             | Moro II           |
|                                                                  | Giulio Andreotti (1919–2013)                                         | 23 février 1966 - 12 décembre 1968 2 ans, 9 mois et 19 jours |       | DC               | Moro III          |
| Leone II                                                         | Giulio Andreotti (1919–2013)                                         | 23 février 1966 - 12 décembre 1968 2 ans, 9 mois et 19 jours |       | DC               |                   |
|                                                                  | Mario Tanassi (1916–2007)                                            | 12 décembre 1968 - 5 août 1969 7 mois et 24 jours            |       | PSDI             | Rumor I           |
|                                                                  | Domenico Magrì (1903–1983)                                           | 5 août 1969 - 27 mars 1970 7 mois et 22 jours                |       | DC               | Rumor II          |
|                                                                  | Silvio Gava (1901–1999)                                              | 27 mars 1970 - 26 juillet 1972 2 ans, 2 mois et 30 jours     |       | DC               | Rumor III         |
| Colombo                                                          | Silvio Gava (1901–1999)                                              | 27 mars 1970 - 26 juillet 1972 2 ans, 2 mois et 30 jours     |       | DC               |                   |
| Andreotti I                                                      | Silvio Gava (1901–1999)                                              | 27 mars 1970 - 26 juillet 1972 2 ans, 2 mois et 30 jours     |       | DC               |                   |
|                                                                  | Mauro Ferri (1920–2015)                                              | 26 juillet 1972 - 7 juillet 1973 11 mois et 11 jours         |       | PSDI             | Andreotti II      |
|                                                                  | Ciriaco De Mita (1928– )                                             | 7 juillet 1973 - 23 novembre 1974 1 an, 4 mois et 16 jours   |       | DC               | Rumor IV·V        |
|                                                                  | Carlo Donat-Cattin (1919–1991)                                       | 23 novembre 1974 - 25 novembre 1978 4 ans et 2 jours         |       | DC               | Moro IV·V         |
| Andreotti III·IV                                                 | Carlo Donat-Cattin (1919–1991)                                       | 23 novembre 1974 - 25 novembre 1978 4 ans et 2 jours         |       | DC               |                   |
|                                                                  | Romano Prodi (1939– )                                                | 25 novembre 1978 - 20 mars 1979 3 mois et 23 jours           |       | DC               | Andreotti IV      |
|                                                                  | Franco Nicolazzi (1924–2015)                                         | 20 mars 1979 - 4 août 1979 4 mois et 15 jours                |       | PSDI             | Andreotti V       |
|                                                                  | Antonio Bisaglia (1929–1984)                                         | 4 août 1979 - 20 décembre 1980 1 an, 4 mois et 16 jours      |       | DC               | Cossiga I·II      |
| Forlani                                                          | Antonio Bisaglia (1929–1984)                                         | 4 août 1979 - 20 décembre 1980 1 an, 4 mois et 16 jours      |       | DC               |                   |
|                                                                  | Filippo Maria Pandolfi (1927– )                                      | 20 décembre 1980 - 28 juin 1981 6 mois et 8 jours            |       | DC               | Forlani           |
|                                                                  | Giovanni Marcora (1922–1983)                                         | 28 juin 1981 - 1er décembre 1982 1 an, 5 mois et 3 jours     |       | DC               | Spadolini I·II    |
|                                                                  | Filippo Maria Pandolfi (1927– )                                      | 1er décembre 1982 - 4 août 1983 8 mois et 3 jours            |       | DC               | Fanfani V         |
|                                                                  | Renato Altissimo (1940–2015)                                         | 4 août 1983 - 1er août 1986 2 ans, 11 mois et 28 jours       |       | PLI              | Craxi I           |
|                                                                  | Valerio Zanone (1936–2016)                                           | 1er août 1986 - 18 avril 1987 8 mois et 17 jours             |       | PLI              | Craxi II          |
|                                                                  | Franco Piga (1927–1990)                                              | 18 avril 1987 - 29 juillet 1987 3 mois et 11 jours           |       | DC               | Fanfani VI        |
|                                                                  | Adolfo Battaglia (1930– )                                            | 29 juillet 1987 - 12 avril 1991 3 ans, 8 mois et 14 jours    |       | PRI              | Goria             |
| De Mita                                                          | Adolfo Battaglia (1930– )                                            | 29 juillet 1987 - 12 avril 1991 3 ans, 8 mois et 14 jours    |       | PRI              |                   |
| Andreotti VI                                                     | Adolfo Battaglia (1930– )                                            | 29 juillet 1987 - 12 avril 1991 3 ans, 8 mois et 14 jours    |       | PRI              |                   |
|                                                                  | Guido Bodrato (1933– )                                               | 12 avril 1991 - 28 juin 1992 1 an, 2 mois et 16 jours        |       | DC               | Andreotti VII     |
|                                                                  | Giuseppe Guarino (1922–2020)                                         | 28 juin 1992 - 28 avril 1993 10 mois                         |       | DC               | Amato I           |
|                                                                  | Paolo Savona (1936– )                                                | 28 avril 1993 - 19 avril 1994 11 mois et 22 jours            |       | Indépendant      | Ciampi            |
|                                                                  | Paolo Baratta (1939– )                                               | 19 avril 1994 - 10 mai 1994 21 jours                         |       | Indépendant      | Ciampi            |
|                                                                  | Vito Gnutti (1939–2008)                                              | 10 mai 1994 - 17 janvier 1995 10 mois                        |       | LN               | Berlusconi I      |
|                                                                  | Alberto Clò (1947– )                                                 | 17 janvier 1995 - 17 mai 1996 1 an et 4 mois                 |       | Indépendant      | Dini              |
|                                                                  | Pier Luigi Bersani (1951– )                                          | 17 mai 1996 - 22 décembre 1999 3 ans, 7 mois et 5 jours      |       | PDS / DS         | Prodi I           |
| D'Alema I                                                        | Pier Luigi Bersani (1951– )                                          | 17 mai 1996 - 22 décembre 1999 3 ans, 7 mois et 5 jours      |       | PDS / DS         |                   |
|                                                                  | Enrico Letta (1966– )                                                | 22 décembre 1999 - 11 juin 2001 1 an, 5 mois et 20 jours     |       | PPI              | D'Alema II        |
| Amato II                                                         | Enrico Letta (1966– )                                                | 22 décembre 1999 - 11 juin 2001 1 an, 5 mois et 20 jours     |       | PPI              |                   |
|                                                                  | Antonio Marzano (1935– )                                             | 11 juin 2001 - 23 avril 2005 3 ans, 10 mois et 12 jours      |       | FI               | Berlusconi II     |
|                                                                  | Claudio Scajola (1948– )                                             | 23 avril 2005 - 17 mai 2006 1 an et 24 jours                 |       | FI               | Berlusconi III    |
|                                                                  | Pier Luigi Bersani (1951– )                                          | 17 mai 2006 - 8 mai 2008 1 an, 11 mois et 21 jours           |       | DS / PD          | Prodi II          |
|                                                                  | Claudio Scajola (1948– )                                             | 8 mai 2008 - 4 mai 2010 1 an, 11 mois et 26 jours            |       | PDL              | Berlusconi IV     |
|                                                                  | Silvio Berlusconi (par intérim) (1936– )                             | 4 mai 2010 - 4 octobre 2010 5 mois                           |       | PDL              | Berlusconi IV     |
|                                                                  | Paolo Romani (1947– )                                                | 4 octobre 2010 - 16 novembre 2011 1 an, 1 mois et 12 jours   |       | PDL              | Berlusconi IV     |
|                                                                  | Corrado Passera (1954– )                                             | 16 novembre 2011 - 28 avril 2013 1 an, 5 mois et 12 jours    |       | Indépendant      | Monti             |
|                                                                  | Flavio Zanonato (1950– )                                             | 28 avril 2013 - 22 février 2014 9 mois et 25 jours           |       | PD               | Letta             |
|                                                                  | Federica Guidi (1969– )                                              | 22 février 2014 - 5 avril 2016 2 ans, 1 mois et 14 jours     |       | Indépendante     | Renzi             |
|                                                                  | Matteo Renzi (par intérim) (1975– )                                  | 5 avril 2016 - 10 mai 2016 1 mois et 5 jours                 |       | PD               | Renzi             |
|                                                                  | Carlo Calenda (1973– )                                               | 10 mai 2016 - 1er juin 2018 2 ans et 22 jours                |       | Indépendant / PD | Renzi             |
| Gentiloni                                                        | Carlo Calenda (1973– )                                               | 10 mai 2016 - 1er juin 2018 2 ans et 22 jours                |       | Indépendant / PD |                   |
|                                                                  | Luigi Di Maio (1986– ) Vice-président du Conseil Ministre du Travail | 1er juin 2018 - 5 septembre 2019 1 an, 3 mois et 4 jours     |       | M5S              | Conte I           |
|                                                                  | Stefano Patuanelli (1974– )                                          | 5 septembre 2019 - 13 février 2021 1 an, 5 mois et 8 jours   |       | M5S              | Conte II          |
|                                                                  | Giancarlo Giorgetti (1966– )                                         | 13 février 2021- 22 octobre 2022 1 an, 8 mois et 9 jours     |       | Lega             | Draghi            |
|                                                                  | Adolfo Urso (1957– )                                                 | depuis le 22 octobre 2022 2 ans, 4 mois et 15 jours          |       | Fdl              | Meloni            |
| Titres successifs : - Entreprises et Made in Italy (depuis 2022) |                                                                      |                                                              |       |                  |                   |

## Source
- (it) Cet article est partiellement ou en totalité issu de l’article de Wikipédia en italien intitulé « Ministri dello sviluppo economico della Repubblica Italiana » (voir la liste des auteurs).